# Kalmar domkyrkoförsamling
Kalmar domkyrkoförsamling i Svenska kyrkan ingår i Kalmar pastorat i Kalmar-Ölands kontrakt i Växjö stift och omfattar de centrala delarna av Kalmar. 
Domkyrkoförsamlingens kyrka är Kalmar domkyrka, som representerar ett mycket stort kulturhistoriskt värde. Efter sammanläggningen av Kalmar stift och Växjö stift 1915 bibehöll Kalmar domkyrka sin rang av domkyrka.

## Administrativ historik
Församlingen har medeltida ursprung. I församlingen införlivades på 1500-talet Sankta Birgittas församling. Omkring 1580 utbröts Kalmar slottsförsamling från församlingen. Kalmar tyska församling utbröts ur församlingen 1628 och upplöstes 1652. Mellan 1652 och 1838 benämndes församlingen "Kalmar domkyrkoförsamling". Församlingen erhöll 1838 namnet Kalmar stadsförsamling.
Kalmar slottsförsamling återuppgick 1884 i Kalmar stadsförsamling, och den sammanslagna församlingen fick den 1 februari 1884 namnet "Kalmar stadsförsamling". Kalmar stadsförsamling bildade pastorat med Kalmar landsförsamling fram till 1925. År 1925 uppgick Kalmar landsförsamling i Kalmar stadsförsamling, och dess namn blev då Kalmar församling. Från 1925 utgjorde Kalmar församling ensam ett eget pastorat.
Kalmar domkyrkoförsamling återfick sitt nuvarande namn 1989, då Kalmar församling delades upp i fem församlingar, och då bildades:
- Kalmar domkyrkoförsamling
- Kalmar S:t Johannes församling
- Heliga Korsets församling
- S:ta Birgitta församling
- Två systrars församling

Dessa fem församlingar utgör ett pastorat sedan 1989, Kalmar domkyrkoförsamlings pastorat, från 2014 benämnt Kalmar pastorat.

## Församlingsvapen
Församlingen antog 1989 ett heraldiskt vapen med blasoneringen: I fält av silver en röd kogg med ett segel av silver belagt med et rött grekiskt kors och en vimpel av silver med ett rött kors, koggen på vardera sidan om seglet åtföljd av en sexuddig röd stjärna och seglande på en av vågskura bildad blå stam.
Skölden är lagt på en korsstav och kräkla i kors. Ett devisband under skölden lyder "Deus rex" (latin: Gud är kung). Vapnet formgavs av Torsten Waldemarsson.

## Series pastorum
| Ämbetstid     | Namn                                              | Levnadstid      |
| (1306)        | Jonas                                             |                 |
| (1367)        | Henike                                            |                 |
| (1390)        | Johannes Nicolai                                  |                 |
| (1390)        | Johannes Rodehose                                 |                 |
| (1393)        | Tideman                                           |                 |
| (1418)–(1430) | Johannes (Hannus) Remsher                         |                 |
| (1426)–(1430) | Johannes Witta                                    |                 |
| (1430)–1441   | Nicolaus König (Konning, Köning, Kenicius)        | d. 1458         |
| (1465)–(1467) | Jöns Ingevarsson                                  |                 |
| (1480)–(1491) | Peder Torchilli                                   |                 |
| (1491)        | Hans                                              |                 |
| (1496)        | Niels Tokke                                       | levde ännu 1520 |
| (1526)–(1546) | Jöran (Georgius) Hermanni (Georgius Calmarnensis) | d. 1546         |
| (1534)–1554   | Jöns Petri                                        | d. 1545         |
| (1555)–(1568) | Petrus Caroli Gothus                              | 1510–1587       |
| 1568–1571     | Nicolaus Beronis                                  |                 |
| 1571–1588     | Magnus Birgeri                                    | d. 1588         |
| 1589–1598     | Ericus Andreae                                    | d. 1598         |
| 1599–1603     | Laurentius Birgeri                                | d. 1603         |
| 1603–1607     | Nicolaus Petri                                    | d. 1606         |
| 1607–1617     | Johannes Petri Ungius                             | omkr. 1570–1617 |
| 1618–1626     | Jonas Birgeri Rothovius                           | 1572–1626       |
| 1627–1650     | Nicolaus Eschilli                                 | 1588–1650       |
| 1651–1656     | Samuel Nicolai Enander                            | 1607–1670       |
| 1656–1660     | Petrus Andreae Schomerus                          | 1607–1660       |
| 1660–1707     | Henning Schütte                                   | 1620–1707       |
| 1711–1729     | Nicolaus Nicolai Braun                            | 1658–1729       |
| 1731–1744     | Herman Schröder                                   | 1676–1744       |
| 1745–1764     | Magnus Olai Beronius                              | 1692–1775       |
| 1764–1789     | Carl Gustaf Schröder                              | 1717–1789       |
| 1790–1807     | Martin Georg (Jöran) Wallenstråle                 | 1733–1807       |
| 1810–1829     | Magnus Stagnelius                                 | 1746–1829       |
| 1831–1851     | Anders Carlsson af Kullberg                       | 1771–1851       |
| 1852–1875     | Paul Genberg                                      | 1811–1875       |
| 1878–1900     | David Richard Warholm                             | 1827–1900       |
| 1902–1909     | Johan Alfred Eklund                               | 1863–1945       |
| 1909–1913     | Carl Adolf August von Engeström                   | 1849–1913       |
| 1916–1947     | Rudolf Erland Björck                              | 1877–1956       |
| 1947–1959     | Carl Daniel Söderberg                             | 1894-1963       |
| 1960-1981     | Pehr Anders Robert Edwall                         | 1915-1996       |

## Klockare
| Period    | Namn                      | Levnadstid |                      |
| --------- | ------------------------- | ---------- | -------------------- |
| 1640–1647 | Nils                      |            | Klockare             |
| –1669     | Carl Nilsson              |            | Klockare             |
| 1669–1673 | Olof Nilsson              |            | Klockare             |
| 1676–1709 | Nils Carlsson Beckstadius | –1710      | Klockare.            |
| 1711–1723 | Olaus Rusenius            | –1723      | Klockare.            |
| 1723–1734 | Sven Larelius             | –1734      | Kantor och klockare. |
| 1734–1754 | Peter Wahlqvist           | –1754      | Kantor och klockare. |
| 1755–1789 | Lars Wittenberg           | 1725–1789  | Klockare och kantor. |
| 1790–1805 | Peter Graesberg           | 1751–1805  | Klockare och kantor. |
| 1805–1839 | Nils Carlström            | 1776–1839  | Klockare och kantor. |
| 1839–1897 | Anders Johan Johansson    | 1817–1897  | Klockare och kantor. |

## Musikanter
| Period    | Namn                        | Levnadstid |                 |
| --------- | --------------------------- | ---------- | --------------- |
| 1647–1648 | Jacob von Skrauk            |            | Instrumentalist |
| 1657      | Jochom Horra                |            |                 |
| 1648–1658 | Olof Swensson               |            | Musikant        |
| 1647–1648 | Petter Block                |            | Instrumentalist |
| 1668–1672 | Jochom Horra                |            | Musikant        |
| 1672–1693 | Gabriel Beckman             |            | Musikant        |
| 1672–1701 | Tomas Salomon (Salomonsson) |            | Musikant        |
| 1710      | Johan Meijer                |            | Musikant        |
| 1740–1744 | Jonas Duse                  |            | Musikant        |

## Domkyrkoorganister och organister
| Period    | Namn                                    | Levnadstid | Övrigt                        |
| --------- | --------------------------------------- | ---------- | ----------------------------- |
| 1555      | Petrus Arvidi                           |            | Organist                      |
| 1561      | Doctor Jacobus Cantor                   |            | Organist och kantor           |
| 1561      | Gierds Cantor                           |            | Organist och kantor           |
| 1569      | Johan Larsson                           |            | Organist                      |
| 1577      | Fredericus                              |            | Organist                      |
| 1577      | Benedictus                              |            | Organist                      |
| 1602–1608 | Anders Orgelekare (Andreas Fransos)     |            | Organist                      |
| 1642–1646 | Claes Spellman                          |            | ?                             |
| 1642–1646 | Jöran Spelman                           |            | ?                             |
| 1640–1645 | Mårten (Martinus)                       |            | Organist                      |
| 1646–1650 | Herman Bodenhop (Hermannus Bodenhopius) |            | Organist, kantor och musikant |
| 1650–1668 | Oluff Hindersson (Henriksson)           |            | Organist                      |
| 1669–1670 | Daniel Gregori                          |            | Organist                      |
| 1670–1674 | Lennart Guud                            | –1674      | Organist                      |
| 1676      | Olof Hindersson                         |            | Organist                      |
| 1682–1684 | ?                                       |            |                               |
| 1685      | Kristian Ludvig Crampo                  | 1668–      | Organist                      |
| 1685–1687 | Hans Nilsson Lindekrok                  |            | Ställföreträdande organist    |
| 1687–1709 | Martinus Hansson Holtz                  | –1709      | Organist                      |
| 1710–1717 | Jacob Rehnbom                           |            | Organist                      |
| 1718–1719 | Johannes Lundemarck                     |            | Organist                      |
| 1722      | Hans Hjort                              |            | Organist                      |
| 1723–1734 | Johan Kristian Engelhardt               |            | Domkyrkoorganist och musikant |
| 1734–1739 | Axel Öring                              | –1739      | Organist                      |
| 1740–1755 | Martin Ugarph                           | 1708–1758  | Organist och musikant         |
| 1759–1772 | Hans Björkman                           | 1730–1805  | Domkyrkoorganist och kantor   |
| 1774–1779 | Per Öman                                | 1750–1792  | Organist, kantor och musikant |
| 1780–1826 | Jonas Hammargren                        | 1750–1826  |                               |
| 1827–1870 | Anders Holmberg                         | 1799–1870  | Organist och kantor           |
| 1870–1897 | Anders Johan Johansson                  | 1817–1897  |                               |
| 1898–1913 | Gustaf Johansson                        | 1850–1913  |                               |
| 1913–1914 | Josef Lind                              | 1866–1950  | Vikarie.                      |
| 1915–1924 | Birger Anrep-Nordin                     | 1888–1946  |                               |
| 1924–1943 | David Becker                            | 1898–1943  |                               |
| 1945–1964 | Lennart Annemark                        | 1912–1989  | Domkyrkoorganist.             |
| 1988–1995 | Thomas Niklasson                        | 1947–      |                               |
| 1995–2006 | Michael Sager                           |            |                               |
| 2006–2016 | Paul Thorstensson                       |            |                               |
| 2016–2024 | Jan H. Börjesson                        | 1969–      |                               |
| 2024–     | Noa Edwardsson                          | 2001–      |                               |